# B-Say-Tah
B-Say-Tah [/biˈseɪtaː/] ist ein Feriendorf (Resort Village), umgeben von der Gemeinde North Qu’Apelle No. 187, in Saskatchewan. Die Gemeinde gehört zu der Gruppe der „urban municipalities“ und verfügt, wie alle „urban municipalities“ in der Provinz, über eine eigenständige Verwaltung. Es liegt am Südwestufer des Echo Lake ca. 70 km nordöstlich der Hauptstadt Regina entfernt. Das Ferienresort befindet sich 3 km westlich von Fort Qu’Appelle direkt am Highway 210.

## Nachbarorte
| Dysart      | Lipton                                      | Fort San        |
| Pasqua Lake | Kompassrose, die auf Nachbargemeinden zeigt | Fort Qu’Appelle |
| Edgeley     | Qu’Appelle                                  | Indian Head     |

Nachbargemeinden des Ferienresorts sind u. a. die im Osten angrenzende Stadt Fort Qu'Apelle sowie die in südöstlicher Richtung liegende größere Stadt Indian Head. Im Westen befindet sich der Weiler Pasqua Lake am Nordufer des gleichnamigen Sees sowie der Echo Valley Provincial Park. Im Süden liegt mit über 600 Einwohnern die Stadt Qu'Appelle, im Südwesten die beiden Weiler Edgeley und Muscow. Im Nordosten befindet sich das Feriendorf Fort San am Highway 56; im Norden liegt das Dorf Lipton. Ca. 14 km in nordwestlicher Richtung befinden sich die Dörfer Dysart, Cupar und Markinch.

## Demografie
2001 wurden bei der Volkszählung 177 Einwohner in B-Say-Tah registriert. Bis zum Jahr 2006 stieg Zahl der im Ort lebenden Personen um 16,4 % auf 206 an. Die Zahl der privaten Haushalte lag bei 260; das Durchschnittsalter betrug 20 bis 80 Jahre. Bis 2011 sank die Einwohnerzahl auf 187 Personen. Nach der letzten Volkszählung von 2016 nahm die Zahl der in B-Say-Tah lebenden Personen nochmals um 16,6 % ab. Es wurden danach 156 Menschen in der Ortschaft registriert.
Auch die Zahl der privaten Haushalte sank von 260 auf 237. Der Altersdurchschnitt liegt bei ca. 15 bis 64 Jahren.
| Jahr | Einwohner |
| ---- | --------- |
| 1981 | 112       |
| 1986 | 117       |
| 1991 | 174       |
| 1996 | 159       |
| 2001 | 177       |
| 2006 | 206       |
| 2011 | 187       |
| 2016 | 156       |